# Tamarugo y yerba buena
Tamarugo y yerba buena es el segundo álbum de estudio de la banda chilena Dúo Coirón, lanzado en 1971 por el sello discográfico EMI Odeon.

## Lista de canciones
| Tamarugo y yerba buena |                            |          |  |
| N.º                    | Título                     | Duración |  |
| 1.                     | «La vertiente»             | 2:20     |  |
| 2.                     | «Es el desierto que viene» | 3:03     |  |
| 3.                     | «Adiós, mi koya»           | 3:35     |  |
| 4.                     | «Sólo el viento me esperó» | 3:22     |  |
| 5.                     | «Tamarugo y yerba buena»   | 3:23     |  |
| 6.                     | «El carbonero»             | 3:54     |  |
| 7.                     | «El peregrino del caldero» | 3:53     |  |
| 8.                     | «Carta para un analfabeto» | 4:01     |  |
| 9.                     | «De mingaco»               | 2:40     |  |
| 10.                    | «Rastrillerito»            | 3:24     |  |
| 34:19                  |                            |          |  |

## Créditos
Integrantes
- Valericio Leppe
- Pedro Yáñez
- Eladio López
- Fernando Carrasco